# Killswitch Engage
Killswitch Engage — американський метал-гурт з міста Вестфілд (Массачусетс), що грає в жанрі металкор. Заснований у 1999 році після розпаду гуртів Overcast та Aftershock. На даний час колектив складається з вокаліста Джессі Ліча, гітаристів Джоіля Штретцеля та Адама Дуткевича, басиста Майка Д'Антоніо та ударника Джастіна Фолі. Гурт випустив вісім студійних альбомів і три концертних альбоми.

## Музичний стиль

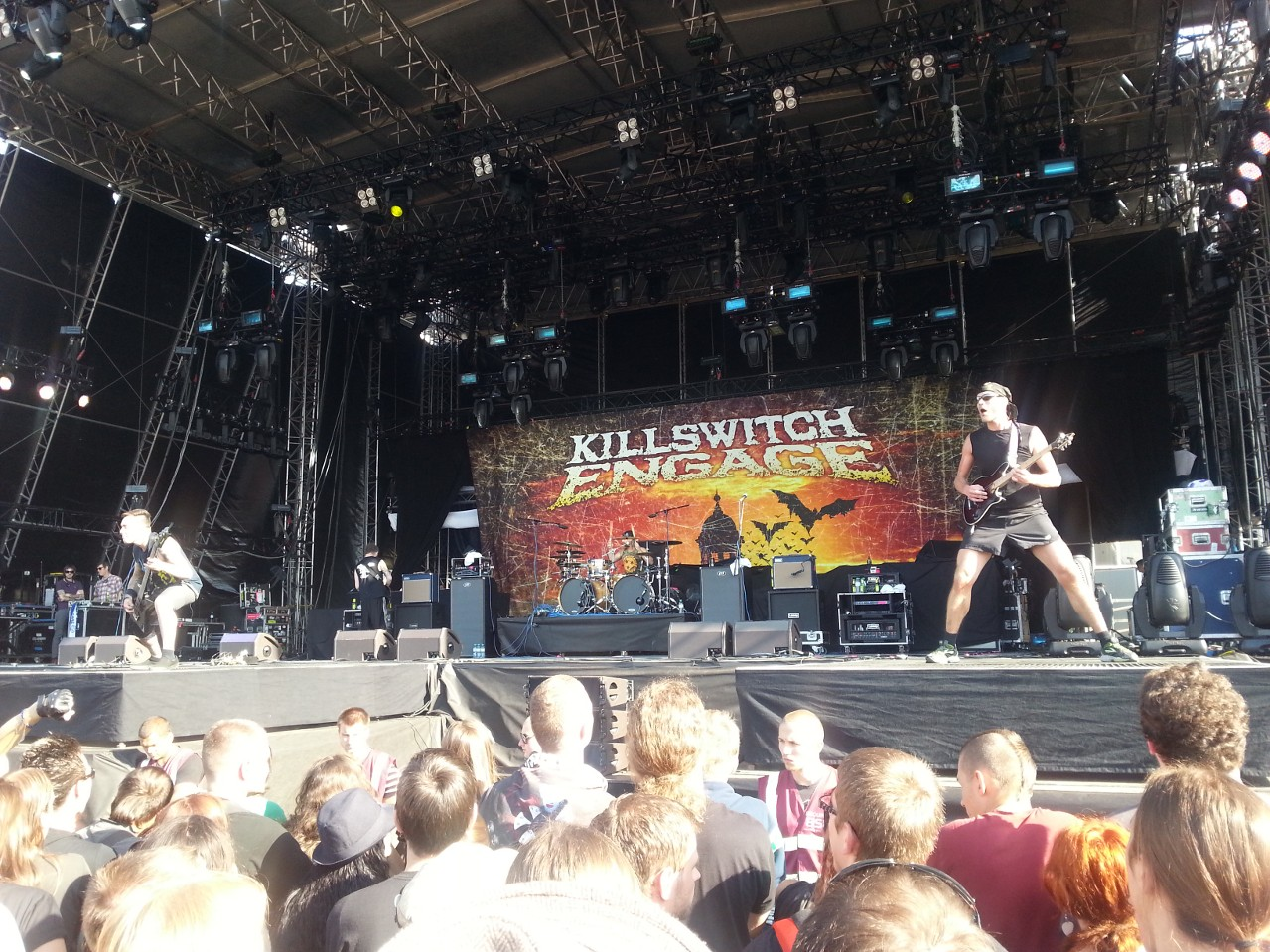
Виступ гурту у Празі в 2013 році

Музичний стиль Killswitch Engage описується як металкор і мелодичний металкор. Подібно до деяких металкор-гуртів 2000-х, Killswitch Engage поєднують у своїй музиці спів, скрим і гроул. У 2009 році MTV, називавши «Найвидатніші металеві гурти всіх часів», сказав, що Killswitch Engage «називають одним із засновників металкору». Джейсон Д. Тейлор з AllMusic сказав, що Alive or Just Breathing — це "альбом із чистого металу, який, здавалося б, ігнорує будь-які модні тенденції, та покладається виключно на вміння та досвід, щоб виліпити найважчий хеві-метал з часів слави Metallica та Slayer ".
На гурт вплинули такі представники важкого металу як Van Halen, Black Sabbath, Fear Factory, Carcass, At the Gates, Machine Head, Neurosis, Metallica, Iron Maiden, HIM, Megadeth, Suicidal Tendencies, Anthrax, Slayer, Testament, Bad Brains, Agnostic Front, Leeway, і Sick of It All. Джес Ліч і Говард Джонс назвали співака Faith No More Майка Паттона своїм найбільшим впливом.

## Учасники

### Теперішні
- Адам Дуткевич — соло-гітара (2002–дотепер), бек-вокал (1999–дотепер), ударні (1999—2002)
- Джесі Ліч — вокал (1999—2002, 2012–дотепер)
- Джоел Штретцель — ритм-гітара та бек-вокал (2002–теперішній час), соло-гітара (1999—2002)
- Майк Д'Антоніо — бас-гітара (1999—дотепер)
- Джастін Фолі — ударні (2003—дотепер)

### Колишні
- Говард Джонс — вокал (2002—2012)
- Піт Кортезе — ритм-гітара (2000—2001)
- Том Гомес — ударні (2002—2003)

### Шкала
Не вдається зібрати вхід EasyTimeline:

Timeline generation failed: 5 errors found

Line 6: TimeAxis = orientation: horizontal format: yyyy

- TimeAxis definition incomplete. No value specified for attribute 'orientation'.

Line 7: Legend = orientation: vertical position: bottom columns:4

- TimeAxis definition incomplete. No value specified for attribute 'horizontal'.

Line 8: ScaleMajor = increment:2 start:1999

- TimeAxis definition incomplete. No value specified for attribute 'format'.

Line 9: ScaleMinor = increment:1 start:2000

- TimeAxis definition incomplete. No value specified for attribute 'yyyy'.

Line 44: PlotData=

- PlotData invalid. No (valid) command 'TimeAxis' specified in previous lines.

## Дискографія
Студійні альбоми
- Killswitch Engage (2000)
- Alive or Just Breathing (2002)
- The End of Heartache (2004)
- As Daylight Dies (2006)
- Killswitch Engage (2009)
- Disarm the Descent (2013)
- Incarnate (2016)
- Atonement (2019)

### Сингли
- 2000 — «Self Revolution»
- 2002 — «My Last Serenade»
- 2004 — «Rose of Sharyn»
- 2004 — «The End of Heartache»
- 2006 — «My Curse»
- 2007 — «The Arms of Sorrow»
- 2007 — «Holy Diver»
- 2009 — «Reckoning»
- 2009 — «Starting Over»
- 2009 — «Take Me Away»
- 2009 — «Save Me»
- 2013 — «In Due Time»
- 2019 — «Unleashed»
- 2019 — «I Am Broken Too»

## Відео
- 2002 — «Life to Lifeless»
- 2002 — «My Last Serenade»
- 2003 — «Fixation on the Darkness»
- 2004 — «Rose of Sharyn»
- 2004 — «The End of Heartache»
- 2005 — «A Bid Farewell»
- 2006 — «My Curse»
- 2007 — «The Arms of Sorrow»
- 2007 — «Holy Diver»
- 2008 — «This Is Absolution»
- 2009 — «Starting Over»
- 2010 — «Save Me»
- 2013 — «In Due Time»
- 2013 — «Always»
- 2019 — «The Signal Fire»